# Platystele filamentosa
Platystele filamentosa är en orkidéart som beskrevs av Carlyle August Luer. Platystele filamentosa ingår i släktet Platystele och familjen orkidéer. Inga underarter finns listade i Catalogue of Life.